# Criminele organisatie (Nederlands strafrecht)
Een criminele organisatie in de zin van het Nederlands strafrecht is een groep mensen die samenwerkt met het oogmerk misdrijven te plegen. Een groep kan al als criminele organisatie aangemerkt worden als zij nog geen misdrijf begaan heeft; het is voldoende als het oogmerk bewijsbaar is. Deelname aan een criminele organisatie is strafbaar gesteld in Artikel 140 van het Wetboek van Strafrecht. Voor dit delict beschouwt de wetgever een groep als organisatie wanneer er in de groep sprake is van structurele, duurzame samenwerking. Van deelname aan de organisatie is al gauw sprake: het wachten in een vluchtauto met draaiende motor kan volstaan. De wetgever noemt het verlenen van geldelijke of andere stoffelijke steun […] alsmede het werven van gelden of personen.

## Terrorisme
Artikel 140a gaat specifiek in op terroristische organisaties. De bepalingen hiervoor geven weinig verschil met die in Artikel 140, maar de strafmaxima zijn veel hoger, tot levenslange gevangenisstraf toe.

## Afbakening
- Artikel 140 spreekt over een organisatie die tot oogmerk heeft het plegen van misdrijven, maar buiten wetsteksten is de aanduiding criminele organisatie gangbaar.
- Artikel 20 van het Burgerlijk Wetboek behandelt [rechtspersonen] waarvan de werkzaamheid in strijd is met de openbare orde. Ook deze worden wel onder de rubriek criminele organisatie begrepen.[3] Hier gelden heel andere criteria dan in het strafrecht, zie Criminele organisatie (Nederlands civiel recht).
- Het begrip georganiseerde misdaad is niet gedefinieerd in het Nederlands recht; het is een karakterisering die in de media gebruikt wordt zonder duidelijke afbakening.